# Aleksandar Đurić
Aleksandar Đurić (ur. 12 sierpnia 1970 w Doboju) – bośniacki piłkarz grający na pozycji napastnika. Reprezentant Singapuru. Zawodnik klubu Tampines Rovers występującego w singapurskiej S-League. Uczestnik Letnich Igrzysk Olimpijskich 1992 rozegranych w Barcelonie. Zajmuje 1. miejsce na liście nadal aktywnych zawodników z największą liczbą zdobytych goli w rozgrywkach ligowych o mistrzostwo kraju i 30. pozycję na liście zawodników z największą liczbą zdobytych goli w historii w rozgrywkach ligowych o mistrzostwo kraju.

## Młodość
Đurić urodził się w miejscowości Doboj na terenach dzisiejszej Bośni i Hercegowiny. Jako nastolatek trenował wiele dyscyplin sportowych, m.in. piłkę nożną, piłkę ręczną i karate. Za namową kolegów postanowił wstąpić do kajakarskiego klubu Val. W wieku 17 lat zdobył tytuł mistrza Jugosławii w swojej kategorii wiekowej oraz wystąpił w finale Mistrzostw Świata juniorów, gdzie zajął 8. miejsce. Grał wówczas również w lokalnej drużynie piłkarskiej. W 1990, po skończeniu szkoły wyższej, został oficerem w jugosłowiańskiej armii, a niedługo później wyjechał do Serbii, gdzie przez jeden sezon grał w drugoligowym klubie piłkarskim. W 1991, zgodnie z wolą ojca, wyemigrował na Węgry. W tym samym roku znalazł się na liście kandydatów do występu na Igrzyskach Olimpijskich w Barcelonie. Niedługo później wyjechał do Szwecji, jednak z powodu problemów prawnych został deportowany i wrócił do węgierskiego Szeged. W lutym 1992 otrzymał zaproszenie na zgrupowanie kadry olimpijskiej w Belgradzie. Tuż przed rozpoczęciem igrzysk bośniacki Komitet Olimpijski złożył mu propozycję reprezentowania Bośni i Hercegowiny w Barcelonie. Đurić wahał się przed podjęciem decyzji, jednak ostatecznie zgodził się, a na Igrzyska dotarł po dwudniowej podróży autostopem. W rywalizacji C-1 na 500 m zajął ostatnie miejsce, uzyskując najsłabszy czas ze wszystkich uczestników tej konkurencji.

## Kariera klubowa
Đurić rozpoczął swoją zawodową karierę piłkarską w 1992 roku, jako zawodnik macedońskiego klubu Sloga Jugomagnat Skopje. W kolejnym sezonie występował w węgierskim Szegedi LC. W 1993, podczas wojny w Bośni, zginęła jego matka. Dwa lata później Đurić zdecydował się na wyjazd do Australii, gdzie podpisał kontrakt z występującym w National Soccer League klubem South Melbourne FC. Grał tam, z przerwą na wypożyczenie do Port Melbourne Sharks, przez kolejne dwa lata. Następnie ponownie reprezentował barwy klubu Port Melbourne Sharks, a w 1997 trafił do klubu Gippsland Falcons, w którym w 15 meczach zdobył 4 bramki. Pod koniec tego samego roku przeniósł się do Chin, gdzie występował w klubie Locomotiv Beijing. Niedługo później powrócił do Australii, jednak w 1999 klub West Adelaide SC, w którym występował, zbankrutował. Duric otrzymał wówczas dwie oferty – jedną z Hongkongu, a drugą z Singapuru z zespołu Tanjong Pagar United. Ostatecznie podpisał kontrakt z singapurskim klubem, w którym występował na pozycji napastnika, a nie jak dotychczas lewego pomocnika. W 16 meczach zdobył 11 bramek, a jego klub zajął 3. miejsce w lidze. Po zakończeniu sezonu powrócił na rok do Australii, gdzie występował w klubach Marconi Stallions i Sydney Olympic. W czerwcu 2000 roku otrzymał ofertę z singapurskiego zespołu Home United FC i na stałe przeniósł się do tego kraju. W kolejnym sezonie trafił do klubu Geylang United. W jego barwach w ciągu czterech sezonów rozegrał 126 spotkań i zdobył 97 bramek. W roku 2005 podpisał kontrakt z klubem Singapore Armed Forces F.C., w którym grał do końca 2009. W 147 meczach strzelił 128 goli. Trzykrotnie zdobył tytuł króla strzelców S-League – w 2007 (37 bramek), 2008 (28 bramek) i 2009 (28 bramek). Został również dwukrotnie wybrany piłkarzem roku S-League. Od sezonu 2010 jest zawodnikiem klubu Tampines Rovers.

## Kariera reprezentacyjna
W 2007 Đurić uzyskał singapurskie obywatelstwo, zrzekając się jednocześnie australijskiego. Swój debiut w reprezentacji zaliczył 9 listopada w meczu przeciwko Tadżykistanowi, w którym zdobył dwie bramki. Od tego czasu jest podstawowym graczem kadry, w której łącznie wystąpił 44 razy i strzelił 21 bramek.

## Życie prywatne
Jest żonaty z Natashą, którą poznał jeszcze za czasów pobytu w Australii. Ma z nią dwójkę dzieci – Izabellę i Alessandro.

## Sukcesy
- Home United FC
  - Puchar Singapuru: 2000
- Geylang United FC
  - Mistrzostwo Singapuru: 2001
- Singapore Armed Forces F.C.
  - Mistrzostwo Singapuru: 2006, 2007, 2008, 2009
  - Puchar Singapuru: 2007, 2008
- Tampines Rovers
  - Mistrzostwo Singapuru: 2011